# Harpyhaliaetus
Harpyhaliaetus és un antic gènere d'ocells rapinyaires de la família dels accipítrids, on s'incloïen dues espècies: 
- Àguila solitària coronada (Harpyhaliaetus coronatus).
- Àguila solitària negra (Harpyhaliaetus solitarius).

Ambdues espècies van ser incloses al gènere Buteogallus a les diferents classificacions filogenètiques arran els treballs d'Amaral i col. (2009)